# تصنيف براءات الاختراع
تصنيف براءات الاختراع هو نظام لفاحصي مكاتب براءات الاختراع أو غيرهم من الأشخاص لتصنيف (ترميز) مستندات، مثل طلبات براءات الاختراع المنشورة، وفقًا للخصائص التقنية لمحتواها. تصنيفات براءة الاختراع تجعل من الممكن البحث بسرعة عن وثائق مُفصح عنها سابقاً قد مماثلة أو ذات صلة بالاختراع الذي له طلب براءة اختراع مقدم، وتتبع التوجه التكنولوجي لطلبات براءات الاختراع.
يمكن لعمليات البحث المستندة إلى تصنيفات براءات الاختراع تحديد مستندات بلغات مختلفة باستخدام رموز (فئات) النظام، بدلاً من الكلمات. تم تطوير أنظمة تصنيف براءات الاختراع في الأصل لفرز المستندات الورقية، ولكنها تستخدم في الوقت الحاضر للبحث في قواعد بيانات البراءات.
التصنيف الدولي لبراءات الاختراع (IPC) متفق عليه دوليا. تم تحديد تصنيف الولايات المتحدة للبراءات (USPC) من قبل مكتب الولايات المتحدة لبراءات الاختراع والعلامات التجارية (USPTO). تم إصلاح نظام تصنيف ديروينت بواسطة مشروع جريء. و براءات الاختراع الألمانية التصنيف (DPK) قد حُدد من قبل مكتب براءات الاختراع الألماني (Deutsches Patentamt).
في أكتوبر 2010، أطلق المكتب الأوروبي للبراءات (EPO) ومكتب الولايات المتحدة لبراءات الاختراع والعلامات التجارية USPTO مشروع مشترك لإنشاء التصنيف التعاوني لبراءاتالاختراع (CPC) من أجل مواءمة أنظمة تصنيف براءات الاختراع بين المكتبين. حل المكتب الأوروبي للبراءات من عام 2013 محل نظام التصنيف الأوروبي (ECLA)، الذي بني على التصنيف الدولي لبراءات الاختراع لكن تم تعديله بواسطة المكتب الأوروبي للبراءات.

## روابط خارجية
- تصنيف براءات الاختراع من قبل المكتبة البريطانية (الصفحة المؤرشفة)
- التصنيف التعاوني لبراءات الاختراع (CPC)